# Merizocera brincki
Espèce
Merizocera brincki est une espèce d'araignées aranéomorphes de la famille des Psilodercidae.

## Distribution
Cette espèce est endémique du Sri Lanka. Elle se rencontre vers Haldummulla.

## Description
Le mâle holotype mesure 1,74 mm.

## Étymologie
Cette espèce est nommée en l'honneur de Per Brinck.

## Publication originale
- Brignoli, 1975 : Araneae: Ochyroceratidae from Ceylon. Spiders of Ceylon II. Entomologica Scandinavica Supplementum, vol. 4, p. 234-239.